# الکساندر واسوسکی
الکساندر واسوسکی (مقدونی: Александар Васоски؛ زادهٔ ۲۱ نوامبر ۱۹۷۹) بازیکن فوتبال اهل مقدونیه شمالی است.
از باشگاه‌هایی که در آن بازی کرده‌است می‌توان به باشگاه فوتبال واردار و باشگاه فوتبال آینتراخت فرانکفورت اشاره کرد.
وی همچنین در تیم ملی فوتبال مقدونیه شمالی بازی کرده‌است.